# Biscutella coronopifolia
Biscutella coronopifolia är en korsblommig växtart som beskrevs av Carl von Linné. Biscutella coronopifolia ingår i släktet Biscutella och familjen korsblommiga växter. Inga underarter finns listade i Catalogue of Life.